# Accrington Stanley Football Club
Ne pas confondre avec l'Accrington Stanley Football Club, club antérieur existant à Accrington.
Maillots
Actualités
L'Accrington Stanley Football Club est un club de football anglais basé à Accrington dans le Lancashire.
En 2006, le club remporte le championnat de Conférence National ; il est ainsi promu en EFL League Two (quatrième division anglaise). Le club en est sacré champion lors de la saison 2017-2018 et évolue en EFL League One (troisième division anglaise) pour la saison 2022-2023.
En novembre 2012, l'attaquant et ex-international anglais (5 sélections) James Beattie, âgé alors de 34 ans devient entraîneur-joueur à la place de Paul Cook démissionnaire et parti en août entraîner un club évoluant lui aussi en League Two, celui de Chesterfield FC. Le rôle de Beattie est d'assister le nouveau manager d'Accrington et ancien assistant de Cook, Leam Richardson qui conserve lui aussi son statut de joueur.
En Septembre 2014, John Coleman est nommé entraîneur. Il fait son retour au club après l'avoir déjà entraîné de 1999 à 2012.

## Repères historiques
- Le club est fondé le 15 juillet 1968. Il ne doit pas être confondu avec les plus anciens Accrington FC (1878-1896) et Accrington Stanley (en) (1891-1966), des clubs basés dans la même ville mais qui sont bien différents.
- En 2006, le club remporte le championnat de Conférence National; il est ainsi promu en EFL League Two (quatrième division anglaise).
- En 2011, le club se qualifie pour les play-offs mais est éliminé par Stevenage FC dès les demi-finales (0-2 ; 0-1).
- En 2016, le club se qualifie pour les play-offs mais est encore éliminé au stade des demi-finales (0-1 ; 2-2 ap.), par le futur vainqueur des play-offs , l'AFC Wimbledon.
- En 2018, le club est champion d'EFL League Two (quatrième division anglaise) et est promu en EFL League One (troisième division anglaise).
- Lors de la saison 2020-2021, le club termine onzième de EFL League One[1]. Le club a un temps été en lice pour les play-offs[2].
- A l'issue de la saison 2022-23, le club est relégué en Football League Two (quatrième division)
- En mars 2024, le club d'Accrington décide de se séparer de son entraîneur historique John Coleman après une défaite 4-0 à Wrexham[3]. Coleman restera un entraîneur emblématique dans l'histoire d'Accrington avec plus de 20 ans de coaching au club et 2 montées (Championnat d'Angleterre de quatrième division en 2006 et EFL League One en 2018).

## Palmarès et records

### Titres
| Championnats nationaux et régionaux | Coupes nationales et régionales |
| - Championnat d'Angleterre de quatrième division (1) : - Champion : 2018. - Championnat d'Angleterre de cinquième division (1) : - Champion : 2006. - Northern Premier League (1) : - Champion : 2003. - Northern Premier League Division One (1) : - Champion : 2000. - North West Counties League Division One (0) : - Vice-champion : 1987. - Cheshire County League Division 2 (1) : - Champion : 1981. - Vice-champion : 1980. - Lancashire Combination (2) : - Champion : 1974 et 1978. - Vice-champion : 1972 et 1976. | - Northern Premier League Challenge Cup (1) : - Vainqueur : 2002. - Northern Premier League Challenge Shield (1) : - Vainqueur : 2003. - Lancashire Combination Cup (4) : - Vainqueur : 1972, 1973, 1974 et 1977. - Lancashire Combination League Cup (1) : - Vainqueur : 1972. |

### Bilan saison par saison
|           | I | II | III | IV | V | Points | J  | V  | N  | D  | B.p. | B.c. | Diff. |
| --------- | - | -- | --- | -- | - | ------ | -- | -- | -- | -- | ---- | ---- | ----- |
| 2005-2006 |   |    |     |    | 1 | 91 pts | 42 | 28 | 7  | 7  | 76   | 45   | +31   |
| 2006-2007 |   |    |     | 20 |   | 50 pts | 46 | 13 | 11 | 22 | 70   | 81   | -11   |
| 2007-2008 |   |    |     | 17 |   | 51 pts | 46 | 16 | 3  | 27 | 49   | 83   | -34   |
| 2008-2009 |   |    |     | 16 |   | 50 pts | 46 | 13 | 11 | 22 | 42   | 59   | -17   |
| 2009-2010 |   |    |     | 15 |   | 61 pts | 46 | 18 | 7  | 21 | 62   | 74   | -12   |
| 2010-2011 |   |    |     | 5  |   | 73 pts | 46 | 18 | 19 | 9  | 73   | 55   | +18   |
| 2011-2012 |   |    |     | 14 |   | 57 pts | 46 | 14 | 15 | 17 | 54   | 62   | -12   |
| 2012-2013 |   |    |     | 18 |   | 54 pts | 46 | 14 | 12 | 20 | 51   | 67   | -16   |
| 2013-2014 |   |    |     | 15 |   | 57 pts | 46 | 14 | 15 | 17 | 54   | 56   | -2    |
| 2014-2015 |   |    |     | 17 |   | 56 pts | 46 | 15 | 11 | 20 | 58   | 77   | -15   |
| 2015-2016 |   |    |     | 4  |   | 85 pts | 46 | 24 | 13 | 9  | 74   | 48   | +26   |
| 2016-2017 |   |    |     | 13 |   | 65 pts | 46 | 17 | 14 | 15 | 59   | 56   | +3    |
| 2017-2018 |   |    |     | 1  |   | 93 pts | 46 | 29 | 6  | 11 | 76   | 46   | +30   |
| 2018-2019 |   |    | 14  |    |   | 55 pts | 46 | 14 | 13 | 19 | 51   | 67   | -16   |
| 2019-2020 |   |    | 17  |    |   | 40 pts | 35 | 10 | 10 | 15 | 47   | 53   | -6    |
| 2020-2021 |   |    | 11  |    |   | 67 pts | 46 | 18 | 13 | 15 | 63   | 68   | -5    |
| 2021-2022 |   |    | 12  |    |   | 61 pts | 46 | 17 | 10 | 19 | 61   | 80   | -19   |
| 2022-2023 |   |    | 23  |    |   | 44 pts | 46 | 11 | 11 | 24 | 40   | 77   | -37   |
| 2023-2024 |   |    |     | 17 |   |        |    |    |    |    |      |      |       |
| 2024-2025 |   |    |     | 21 |   |        |    |    |    |    |      |      |       |

## Joueurs et personnalités du club

### Entraîneurs
Le tableau suivant présente la liste des entraîneurs du club depuis 1968.
| Rang | Nom               | Période             |
| ---- | ----------------- | ------------------- |
| 1    | Jimmy Hinksman    | 1968-1975           |
| 2    | David Baron       | 1975-1982           |
| 3    | Eric Whalley      | 1994-1995           |
| 4    | Stan Allen        | 1995-1997           |
| 5    | Anthony Greenwood | 1997-1998           |
| 6    | Billy Rodaway     | 1998-1999           |
| 7    | John Coleman      | mai 1999-janv. 2012 |

| Rang | Nom                       | Période               |
| ---- | ------------------------- | --------------------- |
| 8    | Leam Richardson (intérim) | janv. 2012-févr. 2012 |
| 9    | Paul Cook                 | févr. 2012-oct. 2012  |
| 10   | Leam Richardson           | oct. 2012-avr. 2013   |
| 11   | James Beattie             | mai 2013-sept. 2014   |
| 12   | John Coleman              | sept. 2014-mars 2024  |
| 13   | John Doolan (intérim)     | mars 2024             |

### Joueurs emblématiques
- Harry Anders
- James Beattie
- Marcus Bettinelli
- Curtis Booth
- Paul Cook
- Bob Glendenning
- Bob Haworth
- Nicky Hunt
- Francis Jeffers
- Tom Lees
- Mike Marsh
- David Martin
- Lee Naylor
- Brett Ormerod
- Paul Rachubka
- Gary Roberts
- Danny Webber
- Billy Dennehy
- Rob Elliot
- Anthony Gerrard
- Darren Randolph
- Kenny Arthur
- Tony Warner
- Romuald Boco
- François Dubourdeau
- Jesse Joronen
- Carl Ikeme
- Amine Linganzi